# Obozy koncentracyjne w Kenii
Obozy koncentracyjne w Kenii – sieć obozów koncentracyjnych prowadzonych przez Wielką Brytanię w latach 1952-55. Liczba osadzonych nie jest znana i waha się od 11 000 (oficjalne dane brytyjskie) do 300 000 osób.
Obozy koncentracyjne wybudowano podczas powstania Mau Mau. Do obozów trafiali w większości członkowie powstania, ale również kobiety i dzieci. Wielokrotnie więcej Kenijczyków osadzono również w pobliżu obozu z ograniczeniem ich wolności. Więźniowie byli bici, torturowani, gwałceni. Zdarzały się przypadki morderstw. Zmuszano ich do pracy niewolniczej.  Więźniom nie przysługiwała pomoc medyczna. Umierali z powodu głodu i chorób. Wielu Kenijczyków wykastrowano. Jednym z osadzonych był Husajn Onjango Obama – dziadek prezydenta Stanów Zjednoczonych Baracka Obamy.
Niektórzy badacze stosują nazwę „kenijski gułag” na sieć więzień, w których dopuszczano się łamania praw człowieka przez Brytyjczyków.
Wielkiej Brytanii udało się zataić informacje o kenijskich obozach. Mordy dokonywane przez obie strony konfliktu podczas powstania Mau Mau przedstawiano jako „czystą wojnę”. Informacje o obozach koncentracyjnych ujrzały światło dzienne dzięki Caroline Elkins, która w 2006 roku wydała książkę pt. Rozliczenie z imperium. Przemilczana historia brytyjskich obozów w Kenii (za książkę Elkins otrzymała Nagrodę Pulitzera). Niedługo potem zaczęły trafiać do brytyjskich sądów wnioski o rekompensaty dla poszkodowanych Afrykańczyków. W 2010 roku władze brytyjskie ogłosiły, że za krwawe wydarzenia odpowiedzialność ponoszą władze kenijskie, które zastąpiły rządy kolonialistów. W maju 2013 roku Wielka Brytania wypłaciła odszkodowania dla więźniów.